# Apetinus macrothorax
Apetinus macrothorax är en skalbaggsart som beskrevs av Scott 1908. Apetinus macrothorax ingår i släktet Apetinus och familjen glansbaggar. Inga underarter finns listade i Catalogue of Life.